# Teófilo Protoespatário

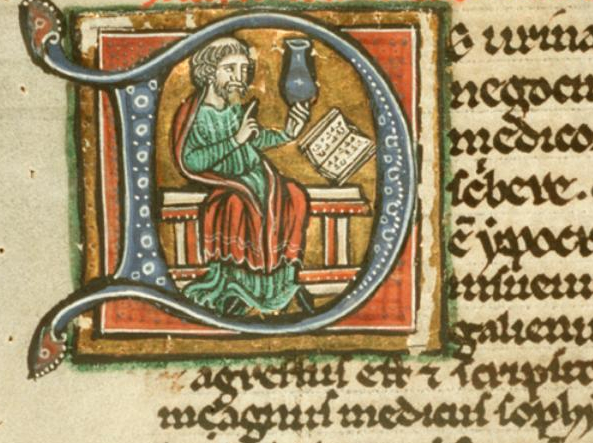
Teófilo Protoespatário segurando um frasco de uroscopia cinza-azulado, descrito em um manuscrito do século XIII

Teófilo Protoespatário (em grego:  Θεόφιλος Πρωτοσπαθάριος; c. século VII) foi o autor de várias obras médicas gregas existentes. Nada se sabe sobre sua vida ou a época em que ele viveu. Ele é geralmente chamado de "Protoespatário", que parece ter sido originalmente um título militar dado ao coronel dos guarda-costas do imperador de Constantinopla (Espatário); mas que depois se tornou também um título da alta corte, ou foi associado ao governo das províncias e às funções de um juiz.
É suposto que ele viveu no século VII, foi o tutor de Estéfano, chegou a um alto nível profissional e político e abraçou a vida monástica. Tudo isso é, no entanto, bastante incerto e, com relação a sua data, supõe-se que algumas das palavras que ele usa pertençam a um período posterior ao século VII. Ele parece ter adotado em algum grau a filosofia peripatética, mas ele era certamente cristão, e se expressa em todas as ocasiões possíveis como um homem de grande piedade: em seu trabalho fisiológico, especialmente em toda parte, aponta com admiração a sabedoria, o poder e a bondade de Deus, mostrados na formação do corpo humano.